# كمبو عوض الله

## [1]تقعكمبو عوضالله في السودانولاية النيل الأبيضوتبعد عن العاصمةالخرطومحوالي 110 كيلو، تمتاز بموقعها الجغرافي المميز بقربها مننهر النيلوفي أطرافها يقع مشروع الفطيسة الزراعي ،الذي أقيم أبان تعويضات إنشاءخزان جبل أولياء،بلدة كمبو عوض الله بلدة عريقة بتاريخها الحافل بالإنجازات.

### سبب التسمية
يعود إلى عوض الله المهدي ابوسمورة ابأن الحكم البريطاني عندما أنشئت مشاريع الإعاشة في السودان ومن ضمنها مشروع الفطيسة،اقامت بريطانية قرى تتبع للمشروع إداريا وأسمتها بقرى (camp) بالعربية الكمبو وتعني ثكنات ،ويعتبر عوض الله المهدي ابوسمورة هو المؤسس لهذه القرية العريقة، وكان عوض الله المهدي من أعيان وكبار العشيرة.

## السكان
ينحدر سكان كمبو عوض الله من قبيلة الكواهلة ،ويبلغ عدد السكان حوالي 10 آلف نسمة ،وهي تعتبر الأكثر سكانا من بين القرى المجاورة لها، وحاليا تعتبر معظم الخدمات متوفرة بها من كهرباء ومياه وتعليم واتصالات، ولم تتأثر كثيرا بهجرة أبناءها للعمل داخل السودان وفي الخارج.

## التعليم
بها مدارس أساس بنين واساس بنات ومدرسة ثانوية -قيد التشييد- وانعدمت فيها نسبة الأمية ، تمتلك ذخيرة كافية من المعلمين والمعلمات والأطباء وباقي المهن التعليمية الأخرى.

## احياء كمبو عوض الله
الحي الشمالي
الحي الجنوبي
الحي الشرقي

الحي الغربي 

## النشاط الإقتصادي
1. ↑  "https://www.sudan.org/". sudan.org (بالإنجليزية). Archived from the original on 2025-02-15. Retrieved 2025-08-01. {{استشهاد ويب}}: روابط خارجية في |عنوان= (help)